# Upi (Mindanao)
Upi is een gemeente in de Filipijnse provincie Maguindanao op het eiland Mindanao. Bij de laatste census in 2007 had de gemeente bijna 42 duizend inwoners.

## Geschiedenis
Op 16 september 2006 werd middels een volksraadpleging besloten dat 12 barangays afgesplitst zouden worden van de gemeente Upi en verder zouden gaan als de gemeente Datu Blah T. Sinsuat. Een paar maanden later, op 30 december 2006, werd in een nieuwe volksraadpleging besloten dat de gemeente samen met een aantal andere gemeenten werd afgesplitst van de provincie Maguindanao en samen de nieuwe provincie Shariff Kabunsuan zouden vormen. In 2009 werd dit echter weer teruggedraaid toen het Filipijns hooggerechtshof besloot dat de autonome regio ARMM geen bevoegdheid had om provincies te creëren.

## Geografie

### Bestuurlijke indeling
Upi is onderverdeeld in de volgende 23 barangays:
| - Bantek - Bayabas - Blensong - Borongotan - Bugabungan - Bungcog - Darugao - Ganasi | - Kabakaba - Kibleg - Kibucay - Kiga - Kinitan - Mirab - Nangi - Nuro Poblacion | - Ranao Pilayan - Rempes - Renede - Renti - Rifao - Sefegefen - Tinungkaan |

## Demografie
Upi had bij de census van 2007 een inwoneraantal van 41.757 mensen. Dit zijn 9.384 mensen (18,3%) minder dan bij de vorige census van 2000. De gemiddelde jaarlijkse groei komt daarmee uit op -2,76%, hetgeen geheel afwijkt van het het landelijk jaarlijks gemiddelde over deze periode (2,04%) vanwege de verkleining van de gemeente in 2006. Vergeleken met de census van 1995 is het aantal mensen met 4.683 (10,1%) afgenomen.

De bevolkingsdichtheid van Upi was ten tijde van de laatste census, met 41.757 inwoners op 172,95 km², 241,4 mensen per km².